# Notalina bifaria
Notalina bifaria är en nattsländeart som beskrevs av Arturs Neboiss 1977. Notalina bifaria ingår i släktet Notalina och familjen långhornssländor. Inga underarter finns listade i Catalogue of Life.